# Adolf Friedrich von Schack
Adolf Friedrich Graf von Schack (Brüsewitz, 2 augustus 1815) - Rome, 14 april 1894) was een Duitse aristocraat. Hij was een kenner van het Moorse Spanje en liet een grote kunstverzameling na in nog steeds in de Schackgalerie in München tentoon wordt gesteld.

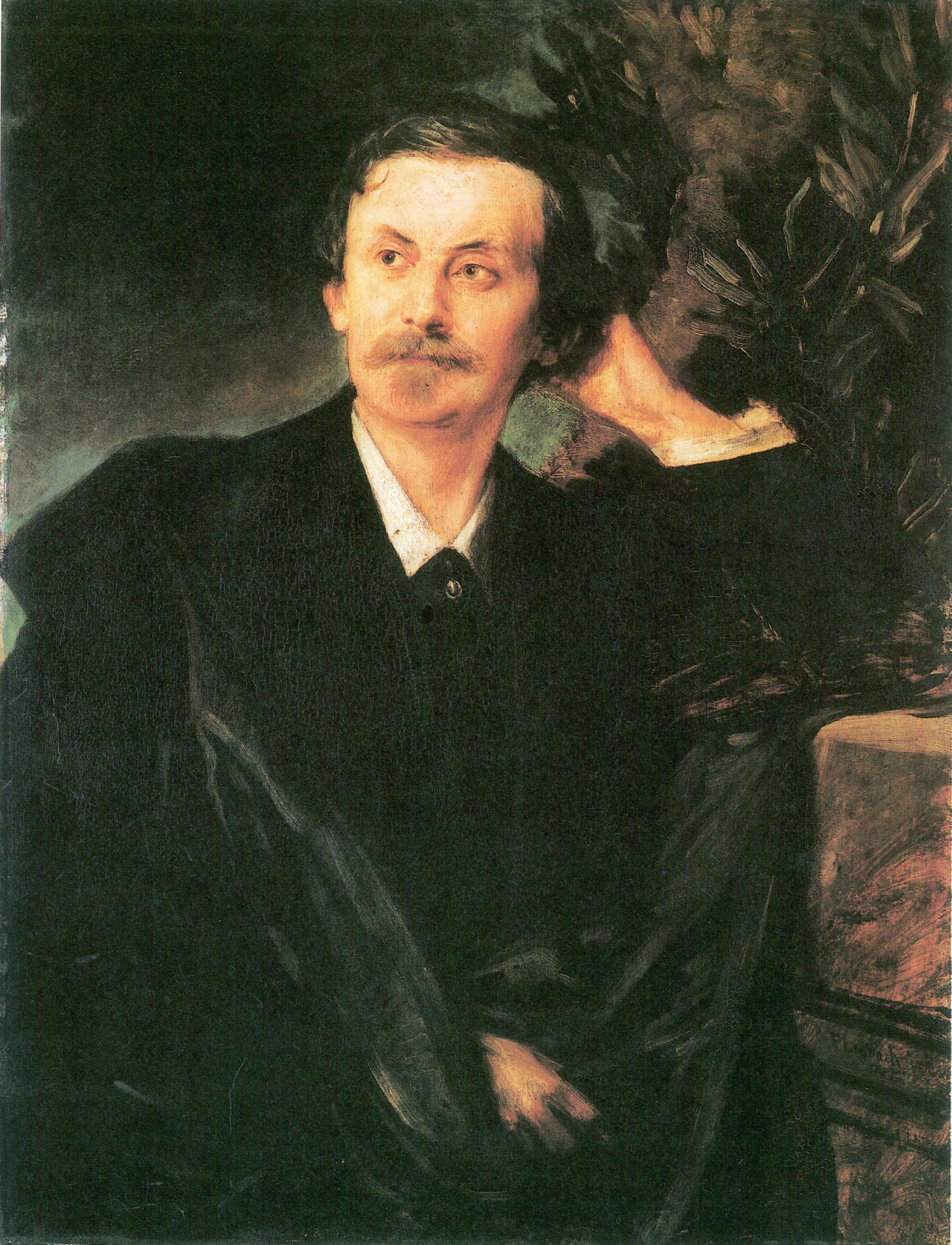
Adolf Friedrich Schack in de kracht van zijn leven door Lenbach

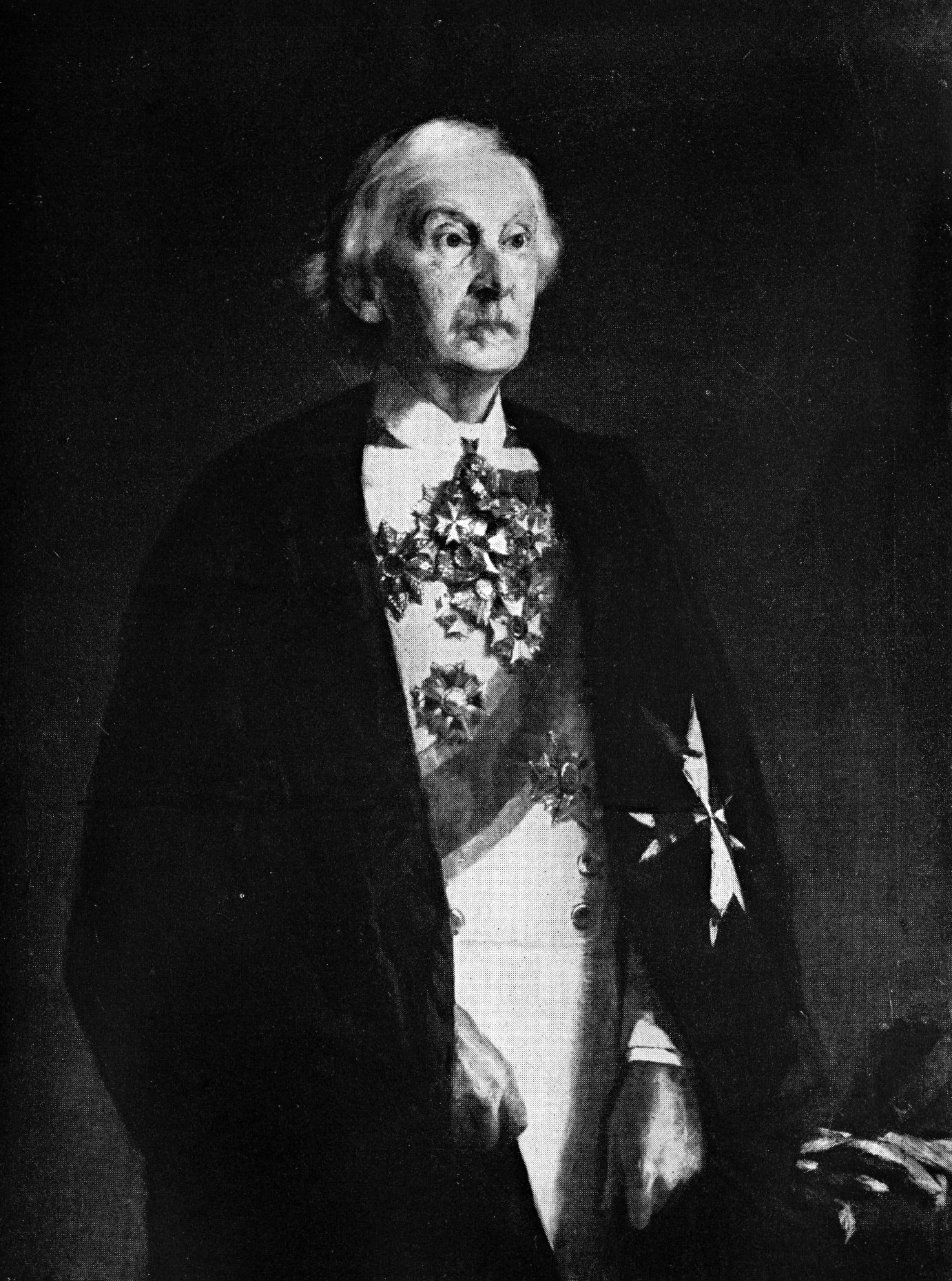
de oude Adolf Friedrich Graf von Schack in de mantel van de Pruisische Johanniterorde. Hij draagt de ster van de Orde van Isabella de Katholieke van Spanje. en tal van commandeurskruizen om de hals

In 1944 was een andere Adolf Friedrich Graf von Schack een van de samenzweerders bij de staatsgreep van de 20e juni tegen Adolf Hitler. Dit artikel behandelt de kunstenaar en wetenschapper Adolf Friedrich Graf von Schack.
Adolf Friedrich Schack studeerde Rechten in Bonn, Heidelberg en Berlijn. Hij trad in dienst van de Pruisische regering maar de baan bij de Rechtbank in Berlijn beviel hem niet. Hij nam in 1840 weer ontslag. Na reizen naar Egypte, Spanje en Italië trad Schack in dienst van de Groothertog van Oldenburg. Hij vergezelde de vorst op een reis naar het Midden-Oosten. Hij werd in 1849 gezant van de Groothertog van Mecklenburg-Schwerin bij het Parlement van de Duitse Bond in Frankfurt. In 1852 trok hij zich terug op zijn landgoed in Mecklenburg. Na 1852 ging Graaf Schack zich wijden aan een studie van de Reconquista, de herovering van Spanje op de Moren. Graaf Schack maakte naam als dichter, kunsthistoricus en Literatuurhistoricus. Schack was lid van het dichtergenootschap "Gesellschaft der Krokodile".
In 1855 ging Schack op uitnodiging van de kunstminnende Beierse koning Maximilian II naar München, indertijd een op cultureel gebied toonaangevende stad. Hij bouwde een bijzondere schilderijenverzameling met werk van moderne Duitse schilders op en werd in 1856 tot Erelid van de Bayerische Akademie der Wissenschaften benoemd en werd Ereburger van München.
De collectie van de Schackgalerie bevat vooral werken uit de Romantiek, waaronder Bonaventura Genelli, Arnold Böcklin, Moritz von Schwind, Franz von Lenbach, Carl Spitzweg, Carl Rottmann, Anselm Feuerbach en verder werken van Duitse landschaps- en historieschilders.
Adolf Friedrich Schack werd in 1876 als graaf von Schack in de adelstand verheven. De Schacks waren van Noord-Europese oeradel en behoorden in verschillende geslachten tot de Deense en Duitse adel. Adolf Friedrich von Schack stamde uit de linie Zülow en was Fideikommissherr op Zülow. Hij was Groothertogelijk Mecklenburg-Schweriner Kamerheer en Geheime Legatieraad. De op 22 november 1876 in Berlijn getekende verheffing tot Graaf met opvolging in de primogenitur en een bepaling dat de grafelijke titel van de ongehuwde en kinderloze Adolf Friedrich von Schack zou vererven op zijn broer Rudolf von Schack op Brüsewitz. De grafelijke titel was verbonden aan het bezit van de Fideikommiss Zülow. De Groothertog van Mecklenburg-Schwerin erkende de verheffing op 28 december 1876.
Schack schreef een "Gothic tale" over het bloedrecht in de vorm van een ballade met als titel "Das Bahrrecht".
Zijn Poesie und Kunst der Araber in Spanien und Sicilien staat bekend als zijn belangrijkste werk. Hij publiceerde in 1886 een "verzameld werk"in zes delen en 1887 verscheen zijn autobiografie, Ein halbes Jahrhundert, Erinnerungen and Aufzeichnungen. In 1896 verschenen nog postuum enige "Nachgelassene Dichtungen".
Adolf Friedrich von Schack werd opgenomen in meerdere ridderorden en droeg onder meer Pruisische, Spaanse, Franse, Turkse, Hessische en Beierse orden. Graaf Schack liet zijn schilderijenverzameling en de Schackgallerie in München na aan de Duitse Keizer, Wilhelm II. Graaf Schack werd in Stralendorf bij Schwerin begraven. Het in 2003 gerestaureerde mausoleum is te bezichtigen.

## Literaire nalatenschap

### Romans en gedichten
- Gedichte (1867).
- Durch alle Wetter (1870)
- Die Pisaner (1872)
- Der Kaiserbote
- Cancan (1873).
- Ebenbürtig (1876).
- Helidor (1878).
- Lotosblätter, Neue Gedichte (1883, Stuttgart (Cotta)
- Walpurga und der Johanniter (1887)

### Kunst- en literatuurgeschiedenis
- Geschichte der dramatischen Literatur und Kunst in Spanien (3 Bände 1845-1846)
- Poesie and Kunst der Araber in Spanien und Sicilien (1865)

### Vertalingen
- Spanisches Theater (1845)
- Heldensagen des Firdusi (1851)
- Stimmen vom Ganges (1857).

### Overig werk
- Meine Gemäldesammlung (1894).
- Gesammelte Werke (6 Bände 1883)
- Nachgelassene Dichtungen (1896, herausgegeben von G. Winkler )

Zijn verzameld werk "Gesammelte Werke" verscheen tussen 1897 en 1899 in tien delen.

## Weblinks
- Manuskripte von Schack in deutschsprachigen Bibliotheken und Archiven

- Biblioteca Nacional de España: XX841151
- Bibliothèque nationale de France: cb13481648t (data)
- Catàleg d'autoritats de noms i títols de Catalunya: 981058518924406706
- CiNii: DA05493335
- Gemeinsame Normdatei: 118606042
- International Standard Name Identifier: 0000 0001 2137 4894
- Library of Congress Control Number: n87804341
- MusicBrainz: 556e924d-9e9f-47ae-9c8c-c2e6ffbcd304
- Nationale Bibliotheek van Tsjechië: mzk2009510675
- Nationale bibliotheek van Australië: 35478586
- Nationale Bibliotheek van Israël: 987007310179105171
- Nationale Bibliotheek van Polen: a0000001716090
- Nationale en Universitaire bibliotheek Zagreb: 000096686
- Nederlandse Thesaurus van Auteursnamen: 068762682
- Réseau des bibliothèques de Suisse occidentale: 02-A025442612
- Istituto Centrale per il Catalogo Unico: SBLV223609
- SNAC: w6zw55k2
- Système universitaire de documentation: 067029817
- Trove: 967565
- Union List of Artist Names: 500325562
- Virtual International Authority File: 66617166
- WorldCat: E39PBJyrQqJpWRMqvP4xWcrcyd